# Ohtar
Ohtar es un personaje ficticio que pertenece al legendarium del escritor británico J. R. R. Tolkien y que aparece brevemente en su novela póstuma El Silmarillion, aunque su historia se amplia ligeramente en la colección de relatos titulada Cuentos inconclusos de Númenor y la Tierra Media. Es un dúnadan, escudero del rey Isildur. 

## Historia
Ohtar fue uno de los tres únicos supervivientes de la emboscada que los orcos tendieron a las tropas del rey Isildur en los Campos Gladios. Ohtar rescató los fragmentos de Narsil, la espada que antaño perteneciera a Elendil el Alto, rey de Arnor y Gondor tras la caída de Númenor. Los fragmentos de Narsil fueron llevados a Rivendel por Ohtar y fueron desde entonces heredad del reino de Arnor, tras lo cual los capitanes de los dúnedain del Norte, descendientes de los reyes, conservaron los fragmentos en Rivendel.